# David Herman
David Herman (New York, 20 febbraio 1967) è un attore, comico e doppiatore statunitense.
È famoso per essere membro del cast originale di MADtv e per il ruolo di Michael Bolton in Impiegati... male!. Ha prestato la propria voce anche in Futurama, King of the Hill e Beavis and Butt-head.
È comparso inoltre in tre episodi della serie televisiva   Angel nel ruolo del nerd milionario David Nabbit.

## Biografia
David Herman è nato a New York e cresciuto a Washington Heights. Si è laureato presso la Fiorello H. LaGuardia High School of Music & Art and Performing Arts, poi ha frequentato il corso di recitazione presso la SUNY Purchase.

## Carriera
Herman è apparso nei film Nato il quattro luglio, Lost Angeles e in Let It Be Me, ma è probabilmente più conosciuto per aver interpretato Michael Bolton nel film Impiegati... male!, diretto da Mike Judge. In precedenza, Herman si è unito al cast di House of Buggin' di John Leguizamo, ma questo spettacolo ha avuto durata breve. Quando Fox ha deciso di montare uno spettacolo di sketch comici per sostituire House of Buggin', David Herman è rimasto un membro del cast originale di MADtv.

## Filmografia parziale
- Nato il quattro luglio (Born on the Fourth of July), regia di Oliver Stone (1989)
- Impiegati... male! (Office Space), regia di Mike Judge (1999)
- Angel - serie TV, episodi 1x20-1x22-2x03 (1999-2000)
- Fatti, strafatti e strafighe (Dude, Where's My Car?), regia di Danny Leiner (2000)
- Shriek - Hai impegni per venerdì 17? (Shriek If You Know What I Did Last Friday the Thirteenth), regia di John Blanchard (2000)
- Dick & Jane - Operazione furto (Fun with Dick and Jane), regia di Dean Parisot (2005) - voce
- Idiocracy, regia di Mike Judge (2006)

## Doppiatori italiani
Nelle versioni in italiano dei suoi film, David Herman è stato doppiato da:
- Roberto Certomà in Impiegati... male!
- Sergio Lucchetti in Angel
- Roberto Gammino in Fatti, strafatti e strafighe
- Luigi Ferraro in 24
- Simone Mori in Idiocracy

Da doppiatore è sostituito da:
- Luca Bottale in Jak and Daxter: The Precursor Legacy
- Gianluca Iacono in Jak II: Renegade, Jak 3, Daxter
- Luca Sandri in Jak X (Razer), Daxter (Tik)
- Massimo Di Benedetto in Daxter
- Mario Cordova in Bee Movie (Buzz)
- Lucio Saccone in Bee Movie (Bobo Bozzolo)
- Silvio Anselmo in Futurama (Scruffy (st. 1-4), Colonnello, Sig. Smith)
- Sergio Matteucci in Futurama (Scruffy (ep. 2x16), Direttore Vogel (ep. 3x09))
- Dario Penne in Futurama (Scruffy (ep. 3x12))
- Toni Orlandi in Futurama - Il colpo grosso di Bender (Scruffy, Padre El-Gamahl)
- Mauro Magliozzi in Futurama - Nell'immenso verde profondo (Scruffy), Futurama (Turanga Morris (ep. 7x22))
- Giorgio Lopez in Futurama (Dwayne (ep. 4x09), Sempliciotto, Padre El-Gamahl (ep. 4x12), Scruffy (ep. 4x18; st. 6-7), Prof. Ogden Wernstrom (ep. 6x08), Dr. Banjo (ep. 6x09)), Lando Tucker Jr., I Simpson (Scruffy)
- Antonio Palumbo in Futurama (Scruffy (st. 8+))
- Michele Gammino in Futurama (Sindaco di New New York (st. 1-4; ep. 6x16))
- Vittorio De Angelis in Futurama (Testa di Bill Clinton (ep. 2x03), Alcazar, Roberto (st. 3; 6-7), Ciccia-Bot, Sindaco di New New York (st. 6))
- Roberto Gammino in Futurama (Re dei vermi (ep. 3x02), maestro di breakdance, Turanga Morris (ep. 4x02), Sindaco di New New York (st. 7)), Futurama - La bestia con un miliardo di schiene (Pazuzu)
- Raffaele Proietti in Futurama (Sindaco di New New York (st. 8))
- Mino Caprio in Futurama (Prof. Ogden Wernstrom (st. 1-5)), Futurama - La bestia con un miliardo di schiene (Prof. Ogden Wernstrom), Futurama - Il gioco di Bender (Prof. Ogden Wernstrom)
- Massimo Milazzo in Futurama (Prof. Ogden Wernstrom (ep. 6x24))
- Stefano Thermes in Fututama (Tarquin, Prof. Ogden Wernstrom (st. 8+))
- David Chevalier in Futurama (Larry (st. 1-4, 6), Scoop Chang (st. 2-4), Josh Gedgie (ep. 6x24))
- Simone Crisari in Futurama (Larry (st. 5, 8+), Animatronio, Dottore), Futurama - Il gioco di Bender (Larry)
- Carlo Scipioni in Futurama (Roberto (st. 4), Dr. Ben Beeler (ep. 4x07))
- Francesco Meoni in Futurama (Roberto (st. 5), Pickles), Futurama - Il gioco di Bender (Roberto)
- Gabriele Sabatini in Futurama (Roberto (ep. 8x03))
- Wladimiro Grana in Futurama (Niedermeyer, Veterinario Jeffrey Grant (ep. 3x03), padre degli elfi, Turanga Morris (ep. 4x04, 4x09))
- Emilio Cappuccio in Futurama (Turanga Morris (ep. 6x12))
- Oreste Baldini in Futurama (Sweet Clyde Dixon (ep. 6x10), Turanga Morris (ep. 7x05))
- Vladimiro Conti in Futurama (Regista (ep. 4x06), Turanga Morris (st. 8+), Gran Curatore/Numero 9 (ep. 9x05)), Futurama - Il colpo grosso di Bender (Sweet Clyde Dixon, barista nudista)
- Maurizio Fiorentini in Futurama (Terry (st. 1-4))
- Massimo De Ambrosis in Futurama (Terry (ep. 8x09), Dwayne (ep. 9x07))
- Roberto Certomà in Futurama (Lou, Portiere Crack Mansion)
- Pierluigi Astore in Futurama (Rettore Vernon)
- Cesare Barbetti in Futurama (Maestro Funog)
- Francesco Pannofino in Futurama (Auto-che-era (Werecar), Ambasciatore Decapodiano)
- Carlo Baccarini in Futurama (Helmut Asparago)
- Carlo Valli in Futurama - Nell'immenso verde profondo (Grand Curatore/Numero 9)
- Davide Marzi in Futurama - Nell'immenso verde profondo (Membro oscuro)
- Luigi Ferraro in Futurama (Alieno di Roccia)
- Massimiliano Virgilii in Futurama (Dwayne (ep. 4x02), Direttore Vogel (st. 6+)), Futurama - La bestia con un miliardo di schiene (Ndulu)
- Fabrizio Mazzotta in Futurama (Doingg, David Farnsworth)
- Maurizio Reti in Futurama (Testa di Bill Clinton (ep. 6x20))
- Riccardo Rossi in Futurama (Dwayne (ep. 2x01), Quel Tizio, Paul Revere)
- Stefano Onofri in Futurama (Andy Warhol)
- Massimo Lopez in Futurama (Lando Tucker Sr., Larvae Levin)
- Gabriele Lopez in Futurama (Cappellaio Matto-bot (ep. 3x11), Imperatore Nikolai, Langton Cobb, Dr. Ben Beeler (ep. 7x17))
- Bruno Alessandro in Futurama (Ned Farnsworth, Re dello spazio)
- Nanni Baldini in Futurama (Slurm McKenzie)
- Oliviero Dinelli in Futurama - Il colpo grosso di Bender (Nudar), Futurama (Veterinario Jeffrey Grant (ep. 8x04))
- Giulio Brugnoni in Futurama (Josh Gedgie (ep. 9x02))
- Alessandro Vanni in King of the Hill (Buckley)
- Massimo Gentile in King of the Hill (Eustis)
- Riccardo Scarafoni in Brickleberry (Steve Williams)
- Gianluca Cortesi in OK K.O.! (Mr. Gar)
- Alberto Caneva in Bob's Burgers (Mr. Frond)
- Ivan Andreani in Disincanto (L'araldo)
- Alessandro Ballico in Disincanto (Guysbert)
- Giuseppe Ippoliti in Paradise Police (Kevin Crawford)
- Francesco Fabbri in Central Park (reporter)